# 1770
Het jaar 1770 is het 70e jaar in de 18e eeuw volgens de christelijke jaartelling.

## Gebeurtenissen
- 28 - De Britse premier Grafton (Whigs) treedt af wegens verdeeldheid binnen zijn regering. De Tories komen aan de macht onder leiding van Frederick North.

februari
- 20 - Het beurtschip van Philippine op Middelburg vergaat. 5 passagiers verdrinken, de 2 bemanningsleden worden gered.

maart
- 5 - Britse troepen in Boston vuren op burgers die hen treiteren. Er vallen vijf doden. Dit Bloedbad van Boston is een van de opmaten naar de Amerikaanse Onafhankelijkheidsoorlog.

april
- 19 - De stad Amsterdam en de WIC nemen van de erven van familie Van Aerssen van Sommelsdijck het aandeel in de Sociëteit van Suriname over voor 700.000 gulden.
- 29 - De Britse expeditie aan boord van de HMS Endeavour onder leiding van James Cook gaat korte tijd aan land in Botany Bay in wat later Australië zal gaan heten.

mei
- 16 - De Oostenrijkse prinses Maria Antonia trouwt met de Franse dauphin, de latere koning Lodewijk XVI van Frankrijk.
- 21 - Kapitein Cook vaart langs Hervey Bay, dat hij deze naam geeft. Hij landt voor de tweede keer in Australië, op de plaats van het dorp dat ter nagedachtenis de naam 1770 zou krijgen.

juni
- 17 - De Britse expeditie van Captain Cook komt aan bij Endeavour River.

augustus
- 14 - Door een grote ontploffing in een kolenmijn in Cumberland (Engeland) vallen 6 doden en vele gewonden. Om een ondragelijke stank uit de mijn te onderzoeken, is een arbeider met een brandende kaars de mijn ingelopen wat zo'n grote ontploffing veroorzaakte dat de klap 10 km verder te horen was.[1]

oktober
- oktober - De ontdekkingsreiziger James Bruce krijgt in Abbessinië toestemming om de tocht te maken die eigenlijk het doel van de reis is: bij de stad Geesh vindt hij de bron van de Blauwe Nijl.

december
- 22 - Het IJzerkoekenoproer in Coevorden.

zonder datum
- De Engelse chemicus Joseph Priestley ontdekt bij toeval dat rubber potloodstrepen kan verwijderen. Rubber wordt vanaf dit moment in kleine stukjes verkocht als vlakgom.
- De eerste fossielen van maashagedissen worden gevonden in de mergelgroeven bij Maastricht.
- Grote volksopstand in Bohemen.
- Engels-Spaans conflict over de Falkland-eilanden.
- Mukdahan wordt gesticht door Chankinnaree, de Prins van Phonsim, als een satellietstad van Udon Thani.
- In Europa begint de laatste heropflakkering van de pest in Rusland (1770-1773). Toekomstige uitbraken worden voorkomen door het uitgeven van plakkaten met instructies.[2]

## Muziek
- 4e symfonie van Joseph Haydn.
- Johann Christian Bach schrijft zijn Symfonieën Opus 6.
- Johann Baptist Vanhal componeert de opera's Il Demofoonte en Il trionfo di Clelia, die nog ditzelfde jaar in Rome in première gaan.
- Antoine Dauvergne componeert het ballet La tour enchantée
- Antonio Salieri componeert zijn Trippleconcert voor viool, hobo en cello in D gr.t.

## Beeldende kunst

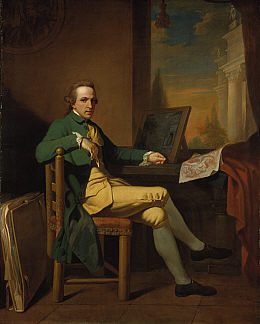
Zelfportret (1770) David Allan
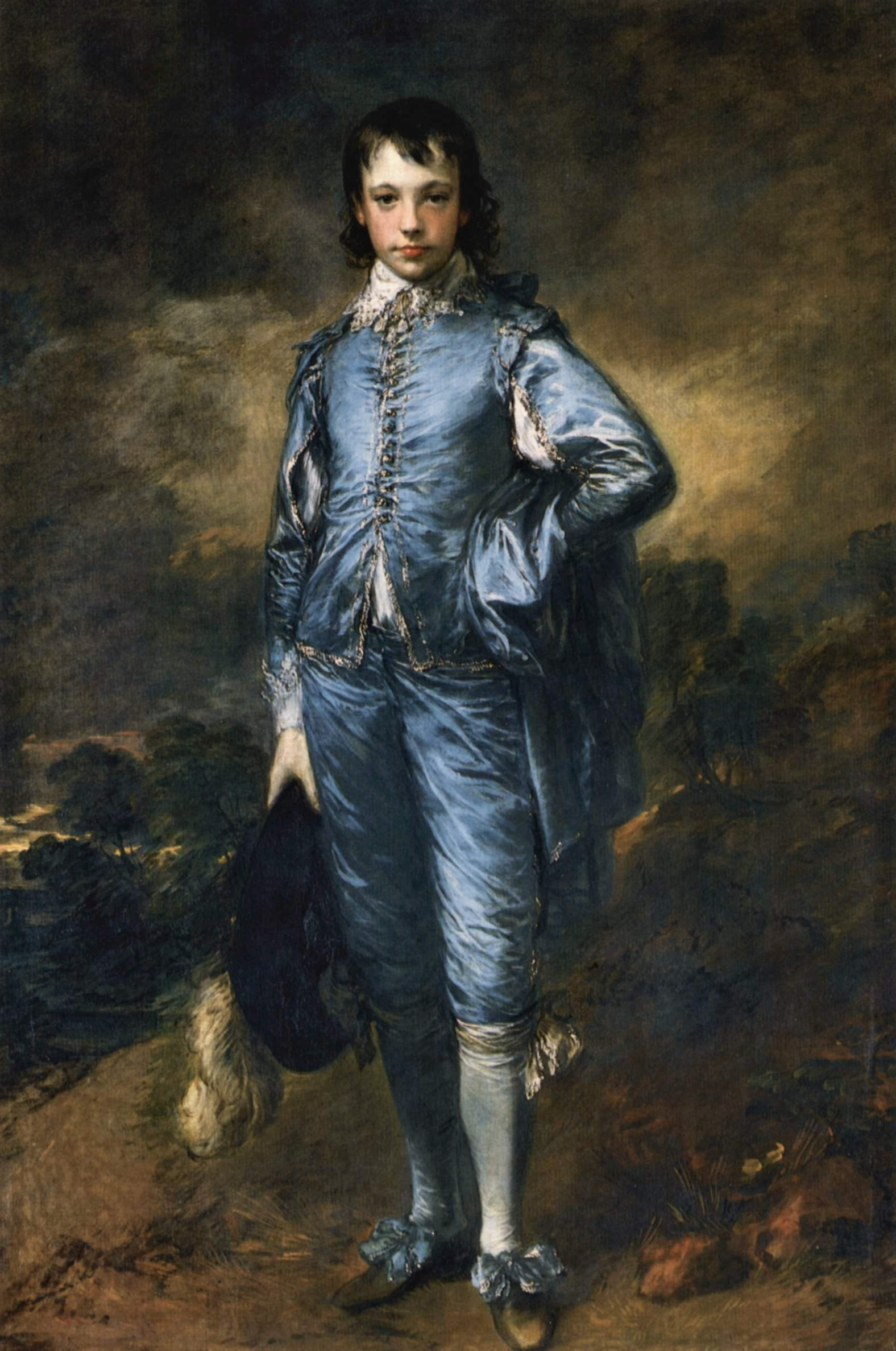
Blue Boy (1770) Thomas Gainsborough, Huntington Art Gallery, California

## Bouwkunst

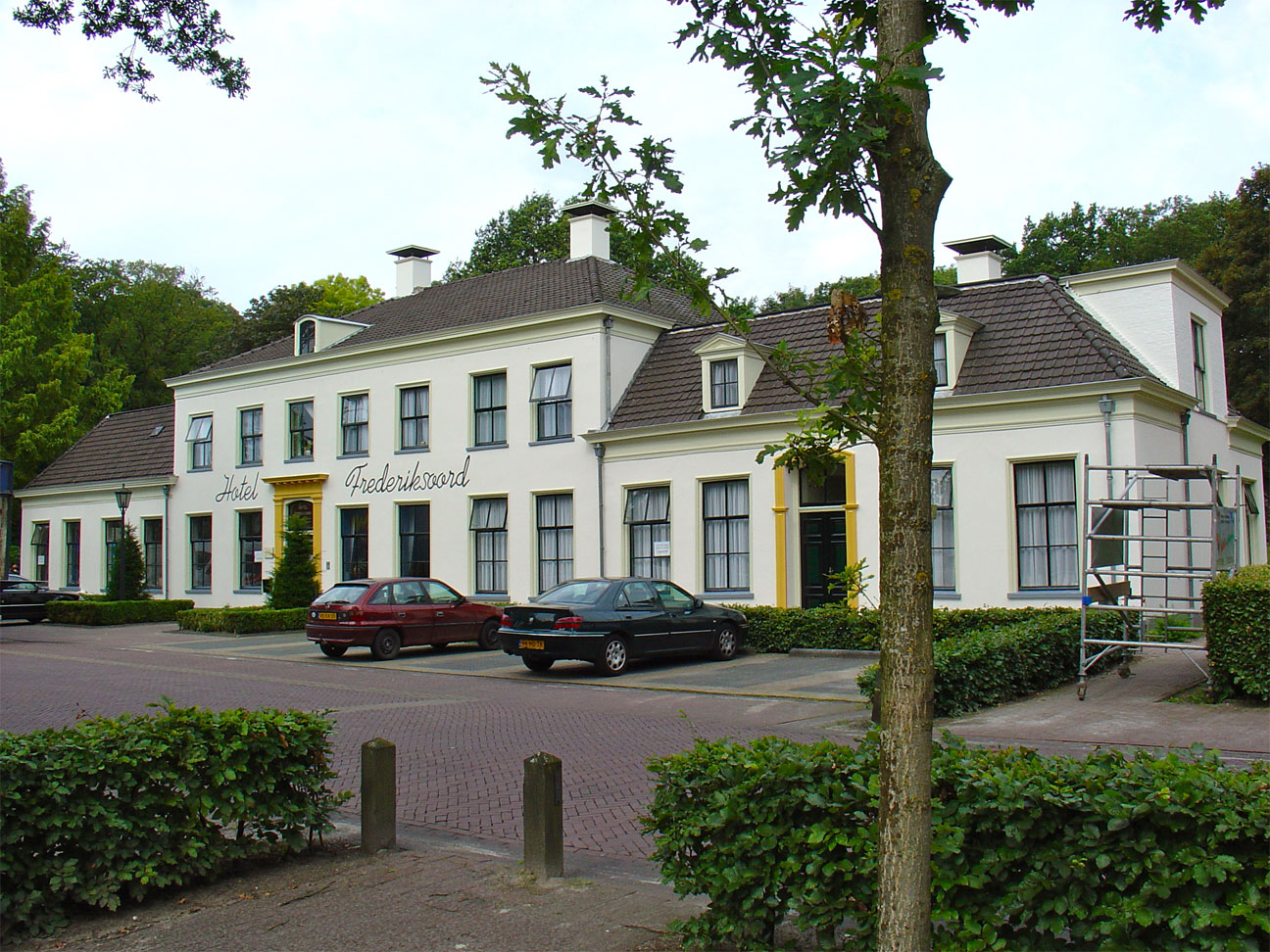
Hotel Frederiksoord, Frederiksoord (1770)

## Geboren
februari
- 14 - Adam Jerzy Czartoryski, Pools politicus (overleden 1861)
- 26 - Antonín Rejcha, Tsjechisch-Frans componist (overleden 1836)

maart
- 2 - Louis Gabriel Suchet, vanaf 1813 hertog van Albufera (overleden 1826)
- 4 - Joseph Jacotot, Frans pedagoog, grondlegger van de universele onderwijsmethode (overleden 1840)
- 11 - William Huskisson, Brits politicus en eerste dode bij een treinongeval (overleden 1830)
- 20 - Friedrich Hölderlin, Duits lyrisch dichter (overleden 1843)

april
- 7 - William Wordsworth, Engels dichter (overleden 1850)
- 9 - Thomas Seebeck, Duits natuurkundige (overleden 1831)
- 11 - George Canning, Brits politicus en premier (overleden 1827)

augustus
- 27 - Georg Hegel, Duits filosoof (overleden 1831)

september
- 24 - Johannes Jelgerhuis, Nederlands kunstschilder en acteur (overleden 1836)

december
- 16 - Ludwig van Beethoven, Duits componist (overleden 1827)

## Overleden
februari
- 12 - Christopher Middleton, Engels marineofficier
- 26 - Giuseppe Tartini (77), Italiaans componist en violist

april
- 10 - Esprit-Joseph Blanchard (74), Frans componist
- 25 - Jean-Antoine Nollet (69), Frans geestelijke en natuurkundige

datum onbekend
- Karl Johann Philipp von Cobenzl (58), eerste minister van de Oostenrijkse Nederlanden